# Magla i mjesečina
Magla i mjesečina je roman bosanskohercegovačkog književnika Meše Selimovića, objavljen 1965. godine; predstavlja svojevrsnu suptlinu uvertiru za Derviš i smrt.

## O djelu
Roman Magla i mjesečina je poslužio kao svojevrsni uvod u Selimovićeva kasnija mnogo uspješnija i poznatija djela, a ponajviše za djelo
Derviš i smrt. Meša Selimović je bio aktivni pripadnik partizanskog u Drugom svjetskom ratu. Sva iskustva koja je ponio iz tog razdolja je prenio u svoje romane, ali su ta iskustva ujedno i obilježila njegov život. Neka od svojih iskustava i doživljaja je prenio i u kratki roman Magla i mjesečina.
Magla i mjesečina je priča o mladom seoskom paru koji se u svom domu brine za ranjenog partizanskog vojnika. Tema romana je Drugi svjetski rat. Likovi u romanu su fantastično psihološki prikazani, a rasplet događaja vodi ka tragediji. Iako je roman jedno od najboljih djela koji tematiziraju Drugi svjetski rat, sam Selimović je bio jako kritičan prema istom. Tvrdio je, kako je roman u pojedinim dijelovima jako stegnut, bez ideje, s lošom fabulom. Magla i mjesečina je izuzetno lirski nadahnut, tajanstven, sjetan i na koncu melankoličan, ali u isto vrijeme je prožet erotskom čežnjom koja daje određenu pikantnost ovom romanu. To je roman atmosfere, šutnje, koja se nekim unutarnjim tonom nameće svemu što ljudi govore. A ono što čitamo je uglavnom ono što nam narator vlastitim jezikom prenosi da Jovan, Ljuba i partizan misle. Rat je dat i kao društvena pozadina romana, ali i kao rat u čovjeku, jer su ovdje u pitanju ljudska iskušenja u nemirnim vremenima, gdje se u svijesti likova romana odvija unutrašnji sukob.
Ljuba se susreće s uspomenom iz mladosti, kada je pričanje mršavag mladića, ranjenog vojnika podsjetilo na grad, na Srećka kojeg je voljela, to pričanje je bilo nadoknada, sjećanje, osveta zbog muža koji ćuti, zbog čovjeka kojeg je voljela, zbog pažnje koju je izazivala jer se osjećala zapostavljena, zbog mržnje i zavisti koju od nje nisu krili a ona obilato vraćala svakome, zbog njegove gradske rečenice što je drukčije zvonila i mirisala nego tvrdi seljački govor… A možda je u svemu najcrnje što se pouzdavala u mrtva čovjek da je izbavi, kao da tone u živom blatu i doziva, čekajući nekog ko ne postoji. I on je podržava u tome, nema snage da kaže, u iskušenju je samo kad je zla, a trebalo bi reći, zdrava je, živi joj se, našla bi nešto što nije mogla.
Kroz cijeli roman ispripovjedano je sjećanje, dva lika, Ljuba i mladić razgovaraju o sebi, ona o voljenom mladiću, a on o djetinjstvu u gradu, dolasku okupatorske vojske i svom odlasku u partizane. Lik Ljube nije statičan, ona pravi planove o "mogućem životu", raspituje se, traži, a unutrašnja drama stvara priču.
Selimović za Maglu i mjesečinu kaže da je njegovo artistički najuspjelije djelo: 
Zoran Glušćević je za ovaj roman napisao da je remek-djelo partizanske književnosti, dok je Midhat Begić Maglu i mjesečinu definirao kao "psihološku pripovijednu poemu" te kao jednu od najistaknutnijih vrijednosti ovog djela izdvojiti "poetsku simboliku". Epitet psihološka sugerira daleko "mentorstvo" Dostojevskog, koje uostalom priznaje i sam Meša Selimović. Kasim Prohić u romanu otkriva perfektnu književnu čistotu, naziva je "jedinstvenim djelom u našoj literaturi" i prepoznaje također svojevrsno glazbeno ustrojstvo ovog romana.

## Vanjske poveznice
- Magla i mjesečina